# 羽毛球S/J聯賽
羽毛球S/J聯賽（日语：バドミントンS/Jリーグ）是由日本社會人羽毛球俱樂部參與的循環賽賽事。

## 賽事流程
羽毛球S/J聯賽採用的是集中舉行的比賽形式，比賽地通常為某隻參賽球隊的所在地或所隸屬都道府縣下的其他城市。
本章節以2019－2020賽季為例進行闡述。

### 預選賽
所有參賽球隊將根據上賽季的排名分為男女組的“S組”和“J組”。各組採用單循環賽制，每隊需要進行4場預選賽。每場比賽為三局，分別是單打2局和雙打1局；單打選手和雙打選手不可重複出賽。根據預選賽排名最終決定季後賽，即四強錦標賽和排名決定賽的參賽隊伍。

### 季後賽
季後賽分為四強錦標賽（TOP4 TOURNAMENT）和排位決定賽兩部分。其中四強錦標賽將決定冠亞季軍的歸屬，而排位決定賽將決定降級隊伍。
四強錦標賽由S組和J組排名前兩位的球隊參加，採用淘汰賽制，對手隊伍由抽籤決定。在半決賽中勝出的隊伍將決定最後的冠亞軍歸屬；而落敗的隊伍則要參加第三、第四的名次角逐。
排位決定賽則由S組和J組第三名及之後的隊伍而同排名進行比賽，即S組第三名對戰J組第三名，以此類推。獲勝的隊伍將獲得最終排名較高的位次；而在S組第五名與J組第五名的對戰中，落敗的隊伍將降級至S/J聯賽Ⅱ。

### S/J聯賽Ⅱ
S/J聯賽Ⅱ為男子組、女子組各8隻隊伍，進行單循環賽。7場對決結束後，冠軍隊伍升級至S/J聯賽。

## 參賽隊伍
本章節資料以2019－2020賽季為準。

### S/J聯賽
|        | S組                                                           | J組                                                  |
| ------ | ------------------------------------------------------------- | ---------------------------------------------------- |
| 男子組 | TONAMI運輸 日立情報通信E 三菱汽車京都 JR北海道 金澤學院俱樂部 | NTT東日本 日本UNISYS 捷太格特 東北Marks 東海興業     |
| 女子組 | 再春館製藥所 優乃克 NTT東日本 七十七銀行 岐阜                 | 日本UNISYS 北都銀行 山陰合同銀行 ACT SAIKYO 關島瓦斯 |

### S/J聯賽Ⅱ
| 男子組 | 丸杉 大同特殊鋼 宇部興產 AC長野拍檔羽毛球俱樂部 旭工芸 SEIREN 北海道札幌岡薩多羽毛球俱樂部 |
| 女子組 | 日立化成 百十四銀行 三菱電機 鳥取 東海興業 JR北海道 丸杉                                   |

## 賽事記錄
| 賽季       | 男子組     | 男子組       | 女子組       | 女子組       | 備註         |       |  |
| 賽季       | 冠軍       | 亞軍         | 冠軍         | 亞軍         | 備註         |       |  |
| ---------- | ---------- | ------------ | ------------ | ------------ | ------------ | ----- |  |
| 2016－2017 | TONAMI運輸 | 日本UNISYS   | 再春館製藥所 | 日本UNISYS   |              |       |  |
| 2017－2018 | TONAMI運輸 | 日本UNISYS   | 日本UNISYS   | 北都銀行     |              |       |  |
| 2018－2019 | TONAMI運輸 | NTT東日本    | 再春館製藥所 | 日本UNISYS   |              |       |  |
| 2019－2020 | TONAMI運輸 | NTT東日本    | 日本UNISYS   | 再春館製藥所 |              |       |  |
| 2020－2021 | 賽事取消   | 賽事取消     | 賽事取消     | 賽事取消     | [ 5 ]        |       |  |
| 2022       | TONAMI運輸 | ジェイテクト | 再春館製藥所 | YONEX        |              |       |  |
| 2023       | JTEKT      | TONAMI運輸   | BIPROGY      | 再春館製藥所 |              |       |  |
| 2024       | JTEKT      | TONAMI運輸   | TONAMI運輸   | BIPROGY      | 再春館製藥所 | YONEX |  |

### 腳註
1. 1 2  上賽季最終排名為單數的歸為S組；偶數的歸為J組。
2. 1 2  因上賽季S/J聯賽Ⅱ冠軍而升級至本聯賽。
3. 1 2  因上賽季S/J聯賽排名墊底而降級。

### 備註
1. ↑  . Badminton Spirit.   [2022-04-10]. （原始内容存档于2022-04-10） （日语）.
2. ↑  . 羽毛球S/J聯賽官方網站.   [2022-04-09]. （原始内容存档于2022-04-10） （日语）.
3. ↑  . 羽毛球S/J聯賽官方網站.   [2022-04-09]. （原始内容存档于2022-04-09） （日语）.
4. ↑  . 羽毛球S/J聯賽Ⅱ.   [2022-04-09]. （原始内容存档于2022-02-26） （日语）.
5. ↑  . Badminton Spirit. 2020-06-27  [2022-04-09]. （原始内容存档于2021-08-02） （日语）.

## 外部連接
- 官方网站（日語）
- 羽毛球S/J聯賽的X（前Twitter）
- 羽毛球S/J聯賽的Facebook專頁